# Herrschaftsgericht
Herrschaftsgerichte waren in Bayern zwischen dem Jahr 1808 und 1848 Gerichte der Standesherren, also des mediatisierten Hohen Adels, die auf Basis der Edikte vom 8. September 1808 und 16. August 1812 gebildet wurden.

## Geschichte
Grundlage für die Bildung der Herrschaftsgerichte im Königreich Bayern war der Artikel 27 der Rheinbundakte, der den adligen Gutsherrn und Standesherren „unterlandesherrliche Rechte“ einräumte.  Nachdem die Patrimonialgerichtsbarkeit nach dem Edikt vom 8. September 1808 eigentlich nur noch die freiwillige Gerichtsbarkeit (Notariat) umfassen sollte, wurden den größeren Adelsgütern und insbesondere mediatisierten Adligen im Edikt vom 16. August 1812 wieder erweiterte straf- und zivilrechtliche Kompetenzen zugestanden. Am 26. Mai 1818 wurden durch die Beilagen IV bzw. VI zur Verfassung des Königreiches Bayern die Rechte der Standesherren und des gutsherrlichen Adels neu geregelt. Den Herrschaftsgerichten stand in der Regel die Ausübung der Distrikts- und der Ortspolizei  („Polizei“ im Sinn von allgemeiner Verwaltung) sowie die volle bürgerliche Gerichtsbarkeit als Befugnisse zu. Die zur selben Zeit gebildeten Patrimonialgerichte, die vorwiegend aus Ortsgerichten kleinerer Hofmarken entstanden, waren dagegen weitgehend auf die freiwillige Gerichtsbarkeit beschränkt. Durch das Gesetz vom 4. Juni 1848 wurden die adlige bzw. gutsherrliche Gerichtsbarkeit und Polizeiordnung aufgehoben (eine der Hauptforderungen der Revolution von 1848). Die Behörden wurden in Gerichts- und Polizeibehörden umgewandelt.
Lediglich die Fürsten von Thurn und Taxis blieben Inhaber adeliger Gerichtsrechte. 1812 wurde dem Fürsten von Thurn und Taxis die Zivilgerichtsbarkeit in der 1. und 2. Instanz über seine gesamte Regensburger Dienerschaft zugestanden. Auch nach 1848 blieb die Organisation der fürstlichen Gerichtsbarkeit in Regensburg in erster und zweiter Instanz bestehen. Das „Gesetz die fürstlich Thurn und Taxis’schen Zivilgerichte in Regensburg betreffend“, vom 29. April 1869°" billigte dem Fürsten zumindest noch die freiwillige Gerichtsbarkeit zu, die in dieser Form auch die Reichsjustizgesetzgebung überdauerte. Erst mit Einführung des BGB am 1. Januar 1900 wurden die Thurn und Taxis’schen Zivilgerichte aufgehoben.

## Herrschaftsgerichte in Bayern

### Illerkreis, bis 1817
- Babenhausen, Fugger’sches Herrschaftsgericht (1813–1848, dann Gerichts- und Polizeibehörde bis 1852, dann Landgericht)
- Buxheim, Gräflich von Waldbott-Bassenheim’sches Herrschaftsgericht (1813–1848)
- Edelstetten, Fürstlich Esterhazy’sches Herrschaftsgericht (1816–1848)
- Illereichen, Fürstlich Schwarzenberg’sches Herrschaftsgericht (1814–1834)
- Kirchheim in Schwaben, Fugger’sches Herrschaftsgericht (1814–1837)
- Thannhausen, Gräflich von Stadionisches Herrschaftsgericht (1814–1833)

### Isarkreis, ab 1838 Oberbayern
- Prien,  Gräfl. Preysing’sches Herrschaftsgericht Hohenaschau (1813–1848, dann Gerichts- und Polizeibehörde bis 1853, dann Landgericht bzw. Amtsgericht)
  - Brannenburg, Gräfl. Preysing’sches Herrschaftsgericht (1814–1827)
  - Neubeuern, Gräfl. Preysing’sches Herrschaftsgericht (1813–1827)
- Tegernsee, Herrschaftsgericht des General-Postdirektors Freiherr von Drechsel (ab 1814 bis 1818)

### Mainkreis, ab 1838 Oberfranken
- Landgericht Banz, Herzoglich Bayerisches Herrschaftsgericht (1813–1848, dann Gerichts- und Polizeibehörde bis 1851)
- Ebnath, Gräfl. u. freiherrl. von Hirschbergisches Herrschaftsgericht (1816–1831)
- Guttenberg, Freiherrlich von Guttenbergisches Herrschaftsgericht (1819–1848, dann Gerichts- und Polizeibehörde bis 1849)
- Heinersreuth, Gräfl. Voit von Rienekisches Herrschaftsgericht (1816–1823)
- Herrschaftsgericht Mit(t)witz, Freiherrl. von Würtzburgisches Herrschaftsgericht (1813–1848, dann Gerichts- und Polizeibehörde bis 1849)
- Tambach, Gräflich Ortenburgisches Herrschaftsgericht (1814–1848, dann Gerichts- und Polizeibehörde bis 1849)
- Poppenreuth, Notthafftisches Herrschaftsgericht (1819–30)

### Oberdonaukreis, ab 1838 Schwaben und Neuburg
- Affing, von Gravenreuth’sches Herrschaftsgericht (bis 1819)
- Bissingen, Fürstl. Oettingen-Wallerstein’sches Herrschaftsgericht (1818–1848, dann Gerichts- und Polizeibehörde bis 1852, dann Landgericht)
- Glött, Gräflich Fugger’sches Herrschaftsgericht (bis 1837)
- Harburg, Fürstl. Oettingen-Oettingen’sches Herrschaftsgericht (1838–1848, dann Gerichts- und Polizeibehörde bis 1852)
- Ichenhausen, Freiherrl. von Stain’sches Herrschaftsgericht (ab 1816 bis 1834)
- Maihingen, Fürstl. Oettingen-Wallerstein’sches Herrschaftsgericht (1818–1823)
- Mickhausen, Gräflich Fugger’sches Herrschaftsgericht (1820–1848, dann Gerichts- und Polizeibehörde bis 1850)
- Neuburg an der Kammel, Freiherrl.  von Aretin’sches Herrschaftsgericht (1820–1848, dann Gerichts- und Polizeibehörde bis 1850)
- Nordendorf, Gräfl. Fugger’sches Herrschaftsgericht (1820–1843)
- Oettingen, Fürstl. Oettingen-Spielberg’sches Stadt- und Herrschaftsgericht (1838–1848, dann Gerichts- und Polizeibehörde bis 1852, dann Landgericht)
- Wallerstein, Fürstl. Oettingen-Wallerstein’sches Herrschaftsgericht (1818–1848, dann Gerichts- und Polizeibehörde bis 1850, dann Landgericht)
- Weißenhorn, Gräflich Fugger’sches Herrschaftsgericht (1821–1848, dann Gerichts- und Polizeibehörde bis 1852)
- Wackerstein, Freiherrl. von Jordan’sches Herrschaftsgericht (ab 1814 bis 1821)

### Regenkreis, ab 1838 Oberpfalz
- Laberweinting, Gräfl. Montgelas’sches Herrschaftsgericht (ab 1814 bis 1820)
- Winklarn, Gräfl. von Eckart’sches Herrschaftsgericht (ab 1814 bis 1840)
- Wörth an der Donau, Landgericht (1811–1814, dann Fürstlich Thurn und Taxis’sches Herrschaftsgericht bis 1848, dann Gerichts- und Polizeibehörde bis 1850, dann Landgericht)
- Zaitzkofen, Gräfl. Montgelas’sches Herrschaftsgericht (1813–1848), ab 1838 Niederbayern
- Herzogl. leuchtenbergische Regierungs- und Justizkanzlei Eichstätt (bis 1833)
  - Eichstätt, Stadt- und Herrschaftsgericht (bis 1833)
  - Kipfenberg, Herrschaftsgericht (bis 1833)

### Rezatkreis, ab 1838 Mittelfranken
- Aufkirchen, Fürstl. Oettingen-Spielberg’sches Untergericht (bis 1818)
- Burghaslach, Gräflich Castell’sches Herrschaftsgericht (ab 1814 bis 1848, dann Gerichts- und Polizeibehörde bis 1852)
- Ellingen, Fürstl. von Wrede’sches Herrschaftsgericht (ab 1815 bis 1848, dann Gerichts- und Polizeibehörde bis 1852, dann Landgericht)
- Hohenlandsberg, Fürstl. Schwarzenberg’sches Herrschaftsgericht (ab 1814 bis 1848, dann Gerichts- und Polizeibehörde Seehaus bis 1850)
- Markt Einersheim, Gräfl. von Rechteren-Limpurg’sches Herrschaftsgericht (ab 1814 bis 1848, dann Gerichts- und Polizeibehörde bis 1849)
- Mönchsroth, Fürstl. Oettingen-Spielberg’sches Herrschaftsgericht (1838–1848, dann Gerichts- und Polizeibehörde bis 1850)
- Oettingen, Fürstl. Oettingen-Spielberg’sche Herrschaftsgerichte:
  - Oettingen diesseits der Wörnitz, Herrschaftsgericht (1818–1823)
  - Oettingen jenseits der Wörnitz, Herrschaftsgericht (1818–1823)
  - Oettingen, Stadt- und Herrschaftsgericht (1823–1848)
- Pappenheim, Gräflich Pappenheimisches Herrschaftsgericht (1818–1848, dann Gerichts- und Polizeibehörde bis 1852, dann Landgericht)
- Scheinfeld, Fürstl. Schwarzenberg’sches Herrschaftsgericht (ab 1814 bis 1848, dann Gerichts- und Polizeibehörde bis 1852, dann Landgericht)
- Schillingsfürst, Fürstl. Hohenlohe’sches Herrschaftsgericht (1821–1840, dann Landgericht)
- Sugenheim, Freiherrl. von Seckendorfsches Herrschaftsgericht (ab 1813 bis 1820)
- Wilhermsdorf, Freiherrlich Wurster von Creutzbergisches Herrschaftsgericht (1815–1818, dann Gerichts- und Polizeibehörde)

### Salzachkreis, ab 1816 zu Österreich
- Emsburg, Herrschaftsgericht (1816)
- Mondsee, Fürstl. von Wrede’sches Herrschaftsgericht (1814–1816)

### Unterdonaukreis, ab 1838 Niederbayern
- Irlbach, Gräfl. von Bray’sches Herrschaftsgericht (1814–1820), danach Patrimonialgericht

### Untermainkreis, ab 1838 Unterfranken und Aschaffenburg
Der Untermainkreis wurde erst 1817 errichtet, nachdem das Großherzogtum Würzburg, das Fürstentum Aschaffenburg und einige andere Gebiete an Bayern gefallen waren.
- Amorbach, Fürstl. Leiningen’sches Herrschaftsgericht (bis 1848, dann Gerichts- und Polizeibehörde bis 1852, dann Landgericht)
- Eschau, Gräfl. von Erbach’sches Herrschaftsgericht (bis 1824 und 1841–1848, dann Gerichts- und Polizeibehörde bis 1849)
- Fechenbach, Herrschaftsgericht des Grafen von Reigersberg (bis 1818, dann Landgericht)
- Gersfeld, Gräfl. von Frohberg’sches Herrschaftsgericht (1820–1843)
- Krombach, Gräfl. von Schönborn’sches Herrschaftsgericht (bis 1820)
- Marktbreit, Fürstl. Schwarzenbergisches Herrschaftsgericht (1827–1848, dann Gerichts- und Polizeibehörde bis 1853, dann Landgericht)
- Miltenberg, Herrschaftsgericht (bis 1848, dann Gerichts- und Polizeibehörde bis 1849, dann Landgericht)
- Remlingen, Herrschaftsgericht des Grafen v. Castell und des Fürsten v. Löwenstein-Wertheim (1821–1848, dann Gerichts- und Polizeibehörde bis 1849)
- Rüdenhausen, Herrschaftsgericht des Grafen v. Castell (1821–1848, dann Gerichts- und Polizeibehörde Rüdenhausen-Wiesentheid bis 1853)
- Sommerhausen, Gräfl. von Rechteren-Limpurg’sches Herrschaftsgericht (bis 1848, dann Gerichts- und Polizeibehörde bis 1849)
- Sulzheim, Fürstlich Thurn und Taxis’sches Herrschaftsgericht (bis 1848, dann Gerichts- und Polizeibehörde bis 1852)
- Tann, Freiherrl. v. Tann’sches Herrschaftsgericht (bis 1834)
- Triefenstein, Herrschaftsgericht des Fürsten v. Löwenstein (bis 1821)
- Wiesentheid, Herrschaftsgericht des Grafen v. Castell (bis 1848, dann Gerichts- und Polizeibehörde Rüdenhausen-Wiesentheid bis 1853, dann Landgericht)
- Fürstl. v. Löwensteinische Regierungs- und Justizkanzlei Kreuzwertheim (bis 1848)
  - Kleinheubach, Herrschaftsgericht
  - Kreuzwertheim, Herrschaftsgericht (bis 1848, dann Gerichts- und Polizeibehörde bis 1853)
  - Rothenfels, Herrschaftsgericht